# L'Hôtel au bord du monde
L'Hôtel au bord du monde est le quinzième tome de la série de bande dessinée Seuls, écrit par Fabien Vehlmann et dessiné par Bruno Gazzotti, sorti le 13 novembre 2024 aux éditions Rue de Sèvres. Il s'agit du deuxième tome du quatrième cycle.

## Synopsis
Guidés par une étrange pie douée de parole, Dodji et ses amis se lancent à la recherche des huit fragments qui leur permettront de reconstituer l'âme affaiblie de la mystérieuse Jézabel. Leur quête les conduit dans un inquiétant hôtel abandonné, perdu au milieu de l'océan : le territoire de l'Enfant-Miroir...

## Réception

### Accueil critique
Pour L'Indépendant, cet album est un « album transition dans l’intrigue générale, permettant à Gazzotti de signer des planches d’une grande beauté dans des décors riches et foisonnants. »
Le site bédéphile BDzoom évoque « un récit d’un grand dynamisme avec de multiples pistes. »
Un autre site bédéphile, Les amis de la BD, souligne que « le scénario de Fabien Vehlmann est magnifiquement écrit, proposant une aventure qui se tient tout en développant encore son univers et ses personnages. »

### Ventes
La semaine suivant sa parution, le 27 novembre 2024, l'album entre à la 12e place du Top 20 des meilleures ventes de BD.